# توني سيبلي
توني سيبلي (بالإنجليزية: Tony Sibley)‏ هو لاعب كرة قدم نيوزيلندي في مركز الدفاع، ولد في 29 سبتمبر 1950. شارك مع منتخب نيوزيلندا لكرة القدم. أما مع النوادي، فقد لعب مع نادي يونيفرستي ماونت ولينغتون.

## وصلات خارجية
- توني سيبلي على موقع الاتحاد الدولي (مؤرشف)  (الإنجليزية)
- توني سيبلي على موقع قاعدة بيانات كرة القدم.إي يو (الإنجليزية)
- توني سيبلي على موقع ناشيونال فوتبول تيمز (الإنجليزية)